# William Fey
William Regis Fey OFMCap. (ur. 6 listopada 1942 w Pittsburghu, zm. 19 stycznia 2021 tamże) – amerykański duchowny rzymskokatolicki, w latach 2010–2019 biskup Kimbe.

## Życiorys
Święcenia kapłańskie przyjął 19 października 1968 w zakonie kapucynów. Po studiach w Wielkiej Brytanii był wykładowcą na kilku amerykańskich uczelniach, zaś od 1987 był misjonarzem w Papui-Nowej Gwinei. Przez wiele lat pracował w Bomanie, zaś w latach 2007-2010 był przełożonym papuańskich kapucynów.
8 czerwca 2010 został prekonizowany biskupem Kimbe. Sakry biskupiej udzielił mu 9 października 2010 abp Karl Hesse.
18 października 2019 przeszedł na emeryturę.
Zmarł 19 stycznia 2021 na COVID-19.